# Władysław Kot
Władysław Kot (ur. 7 maja 1933 w Poznaniu) – polski filozof, specjalizujący się w filozofii współczesnej, etyce gospodarczej oraz metodologii nauk humanistycznych; nauczyciel akademicki związany z uczelniami w Zielonej Górze i Poznaniu.

## Życiorys
Urodził się w 1933 roku w Poznaniu, z którym związał całe swoje życie rodzinne i zawodowe. Po ukończeniu szkoły średniej i pomyślnie zdanym egzaminie maturalnym w 1952 roku podjął studia na kierunku filozofia na Wydziale Filozoficzno-Historycznym Uniwersytetu Warszawskiego, które ukończył w 1957 roku magisterium.
Bezpośrednio po ukończeniu studiów podjął pracę jako nauczyciel biologii i języka polskiego w Szkole Podstawowej nr 41 w Poznaniu. Dwa lata później zatrudnił się jako wykładowca filozofii w II Studium Nauczycielskim w Poznaniu. W 1964 roku został wykładowcą w Katedrze Historii Filozofii w Instytucie Filozofii Uniwersytetu im. Adama Mickiewicza. Początkowo był tam asystentem, a następnie adiunktem. W 1969 roku uzyskał stopień naukowy doktora nauk humanistycznych w zakresie filozofii na podstawie pracy pt. Dominik Szulc. W kręgu Kopernikańskiego poglądu na świat, której promotorem był prof. Stefan Kaczmarek.
Poza tym w latach 1972–1975 pracował jako nauczyciel akademicki w nowo powstałej Wyższej Szkole Pedagogicznej w Zielonej Górze, gdzie był docentem oraz dziekanem Wydziału Humanistycznego.
W 1975 roku został docentem w Instytucie Polityki Społecznej Akademii Ekonomicznej w Poznaniu, a w 2003 roku profesorem nadzwyczajnym. Wcześniej w 1990 roku Rada Wydziału Nauk Społecznych Uniwersytetu im. Adama Mickiewicza w Poznaniu nadała mu stopień naukowy doktora habilitowanego nauk humanistycznych w zakresie filozofii i socjologii na podstawie rozprawy nt. Historyczna zmienność typów funkcjonowania filozofii w kontekście dziedzin kultury. Przez pewien czas sprawował funkcję zastępcy dyrektora Instytutu Polityki Społecznej oraz kierownika Katedry Socjologii i Filozofii Akademii Ekonomicznej w Poznaniu.
Po przejściu na emeryturę wykłada na Wydziale Zamiejscowym Gnieźnieńskiej Wyższej Szkoły Humanistyczno-Menedżerskiej „Milenium” w Wągrowcu (obecnie Gnieźnieńska Szkoła Wyższa „Milenium”)

## Dorobek naukowy
Jego zainteresowania naukowe związane są z filozoficzną waloryzacją wybranych dziedzin kultury. Podejmowane w ramach tak określonej centralnej problematyki badawczej wątki tematyczne dotyczą: 
- idei odrębności przedmiotowo-metodologicznej świata kultury jako celu badań humanistyki w ujęciu poznańskiej szkoły metodologii nauki (koncepcja J. Kmity)
- akademickiej edukacji filozoficznej na kierunkach pozafilozoficznych w ujęciu historycznym i systematycznym (problemy, nurty i koncepcje filozofii współczesnej)
- stanowisk w sporze o przydatność orientacji etycznych w odniesieniu do gospodarki rynkowej, w tym etyka zawodów zaufania publicznego

Do jego najważniejszych prac należą:
- Z dziejów kopernikanizmu w filozofii polskiej XIX wieku. Dominik Szulc (1797-1860), Poznań 1973.
- Filozofia', Poznań 1985.
- Przegląd dziejów europejskiej myśli filozoficznej, Warszawa 1989.
- Współczesne orientacje filozoficzne, Warszawa 1989.
- Historyczna zmienność typów funkcjonowania filozofii w kontekście dziedzin kultury, Poznań 1990.
- Historia filozofii, Poznań 1991.
- Historyczny przegląd orientacji filozoficznych, Poznań 2000.
- Wybrane słownictwo współczesnych orientacji filozoficznych, Poznań 2006.